# Staatsarchiv Nürnberg

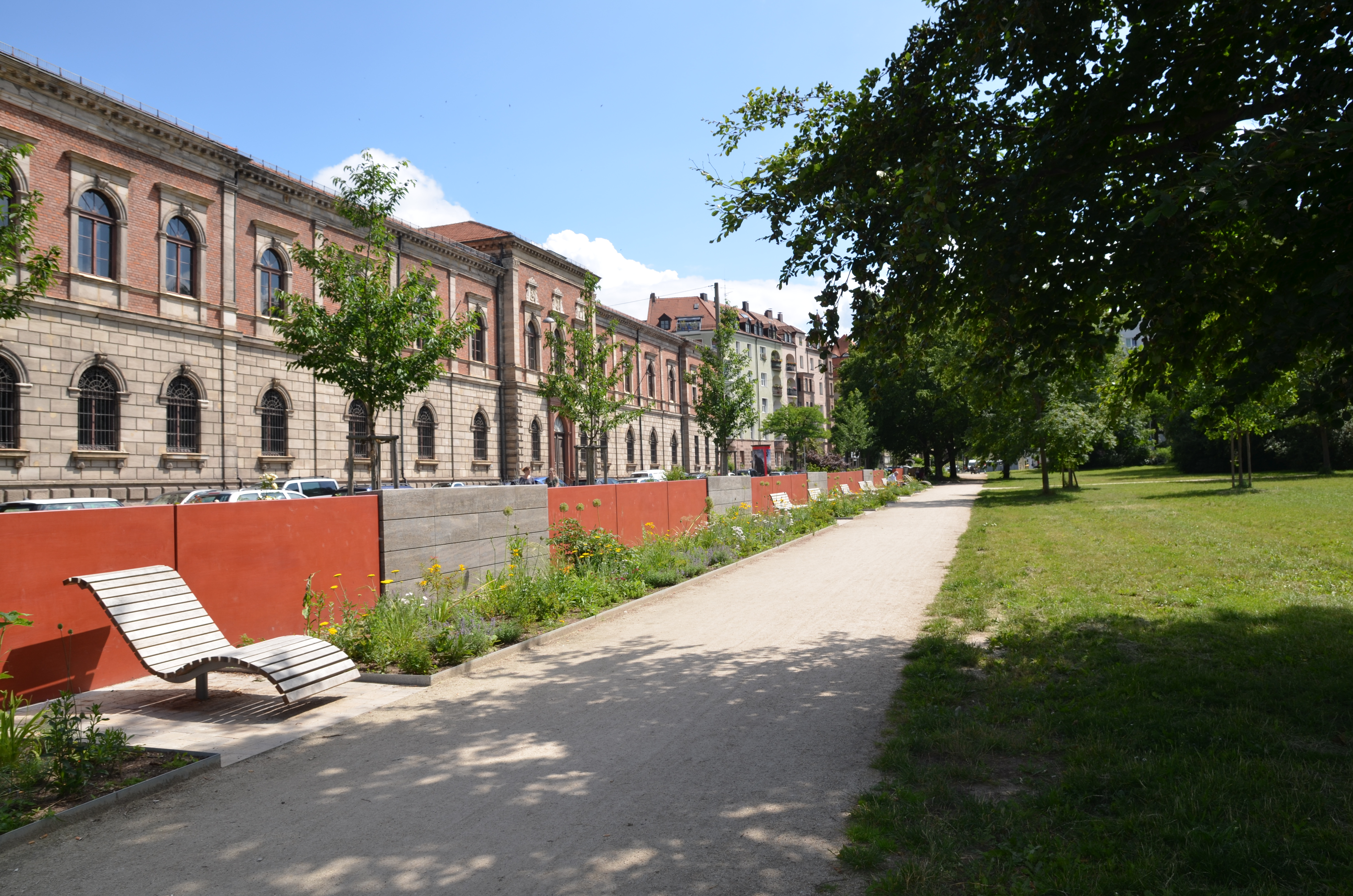
Gebäude des Staatsarchivs Nürnberg am Archivpark

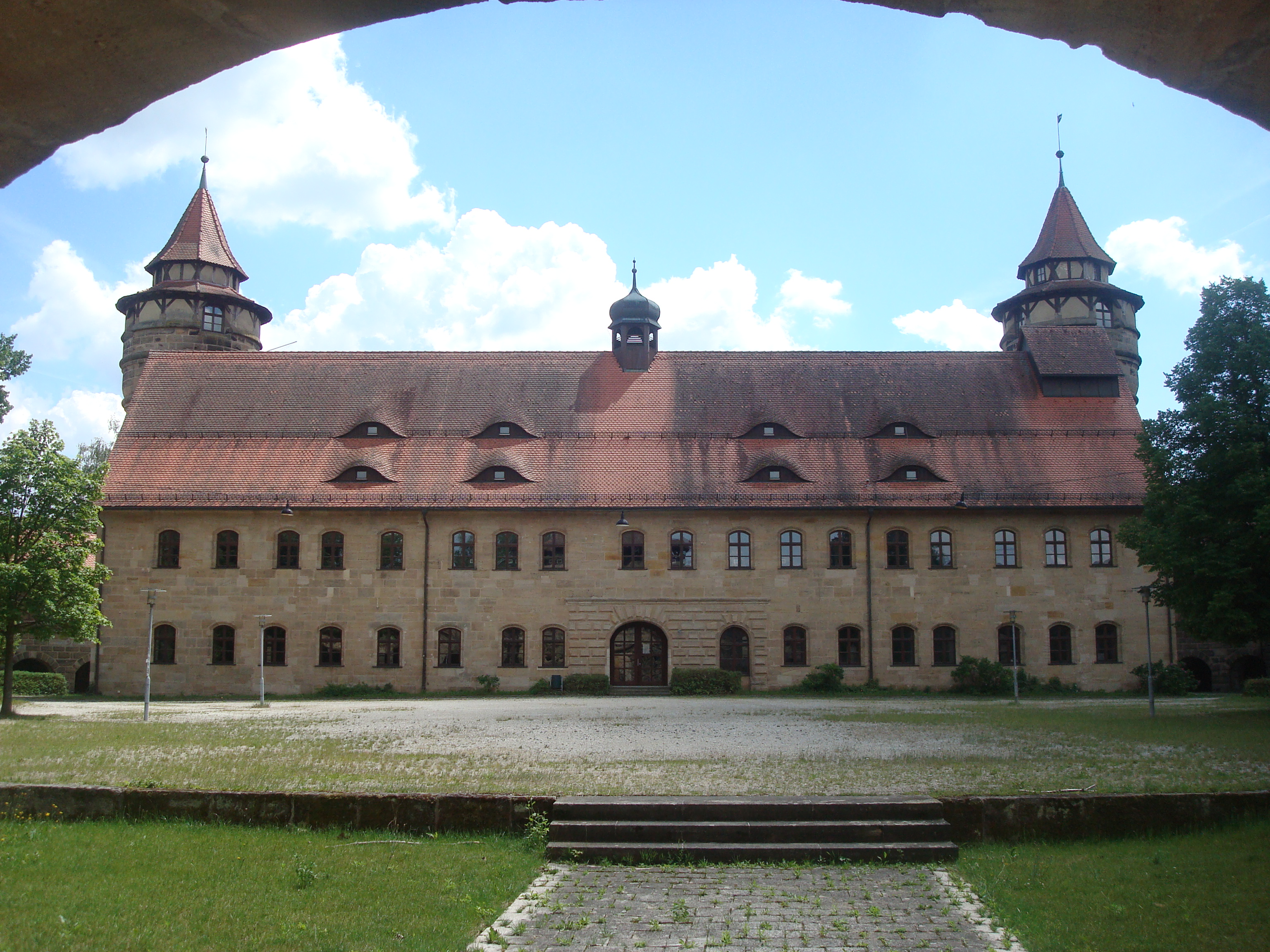
Die Festung Lichtenau wird als Außenstelle des Staatsarchivs Nürnberg genutzt.

Das Staatsarchiv Nürnberg ist das für den Regierungsbezirk Mittelfranken zuständige bayerische Staatsarchiv.

## Bestände
Die Bestände des Staatsarchivs in der Archivstraße 17 in Nürnberg umfassen:
- Vormals reichsunmittelbare Territorien im heutigen Regierungsbezirk Mittelfranken sowie das zum ehemaligen Fränkischen Reichskreis gehörende Hochstift Eichstätt. Wichtigste Bestände bzw. Beständegruppen: Reichsstadt Nürnberg, Markgraftum Brandenburg-Ansbach, gefürstete Grafschaft Schwarzenberg, Hochstift und Domkapitel Eichstätt, Kommenden bzw. Ämter des Deutschen Ordens, Teile der Archive der Reichsstädte Rothenburg ob der Tauber, Weißenburg in Bayern und Bad Windsheim, Fränkische Reichsritterschaft, Herrschafts- und Adelsarchive (z. B. Pappenheim, Crailsheim, Wrede).
- Staatliche Mittel- und Unterbehörden sowie Gerichte im Regierungsbezirk Mittelfranken ab Anfang des 19. Jahrhunderts.
- Schriftgut der Nürnberger Kriegsverbrecherprozesse.

Der Umfang beträgt rund 35.000 lfm mit circa sieben Millionen Archivalieneinheiten.

## Amtsleiter
| Name                        | Amtszeit  |
| --------------------------- | --------- |
| Johann Fürer von Haimendorf | 1806–1831 |
| Georg Lommel                | 1831–1837 |
| Josef Gutschneider          | 1837–1851 |
| Ernst Roth                  | 1852–1854 |
| Joseph Baader               | 1854–1869 |
| Franz Heinrich              | 1869–1891 |
| Hans Petz                   | 1891–1896 |
| Alfred Bauch                | 1896–1901 |
| Hermann Knapp               | 1901–1904 |
| Georg Schrötter             | 1904–1912 |
| Otto Geiger                 | 1912–1915 |
| Alfred Altmann              | 1915–1935 |
| Wilhelm Fürst               | 1935–1939 |
| Wilhelm Biebinger           | 1939–1940 |
| Fridolin Solleder           | 1940–1952 |
| Fritz Schnelbögl            | 1953–1968 |
| Otto Puchner                | 1968–1975 |
| Günther Schuhmann           | 1975–1985 |
| Klaus von Andrian-Werburg   | 1985–1995 |
| Karl-Engelhardt Klaar       | 1995–1999 |
| Gerhard Rechter             | 1999–2012 |
| Peter Fleischmann           | 2012–2021 |
| Christian Kruse             | seit 2021 |

## Archivgebäude
1880 wurde das Gebäude des Staatsarchivs Nürnberg als „erster bayerischer Archivzweckbau“ errichtet. Es besitzt im ersten Stock einen großen Saal, der für Ausstellungen und Vorträge genutzt wird. 2019 wurde das Gebäude vollständig für eine Generalsanierung geräumt (voraussichtlich bis 2026), die Archivalien auf verschiedene Auslagerungsorte verteilt.